# Discorbis
Discorbis es un género de foraminífero bentónico de la familia Discorbidae, de la superfamilia Discorboidea, del suborden Rotaliina y del orden Rotaliida. Su especie tipo es Discorbites vesicularis. Su rango cronoestratigráfico abarca desde el Eoceno hasta la Actualidad.

## Clasificación
Se han descrito numerosas especies de Discorbis. Entre las especies más interesantes o más conocidas destacan:
- Discorbis perditus
- Discorbis vesicularis

Un listado completo de las especies descritas en el género Discorbis puede verse en el siguiente anexo.
En Discorbis se han considerado los siguientes subgéneros:
- Discorbis (Grabatella), aceptado como género Grabatella
- Discorbis (Topalodiscorbis), aceptado como género Topalodiscorbis
- Discorbis (Lamellodiscorbis), aceptado como género Lamellodiscorbis